# Южная Буковина

Южная Буковина на карте современной Румынии.

Карта современного жудеца Сучава, с указанием Южной Буковины

Ю́жная Букови́на (укр. Південна Буковина; рум. Bucovina de Sud) — часть Буковины, включающая большую часть жудеца Сучава Румынии. Северная Буковина входит в Черновицкую область Украины.

## История
В давние времена была заселена валахами и славянами. В конце Х и в XI веке входила в состав Киевской Руси. В XII-XIII веке пребывала в составе Галицко-Волынского княжества, в XIV веке стала центром формирования феодального Молдавского княжества. С начала XVI века находилась под властью Османской империи. С 1774 по 1918 годы — пребывала в составе Габсбургской монархии.
В эпоху Молдавского княжества на Буковину с территории Трансильвании (Семиградья) массово мигрировали румыны, значительно вытеснив восточных славян в южной её части. В разные периоды истории здесь также поселились цыгане, буковинские немцы, евреи и староверы, сбежавшие из России. 

### С 1925 года
Сегодня здесь преобладают румыны (потомки валахов), хотя сохраняется и украинское меньшинство.

## В составе румынского королевства
В 1940 года Северная Буковина перешла к СССР и вошла в состав Черновицкой области УССР. Южная Буковина с преимущественно румынским населением осталась в составе Румынии.